# 菱田站
菱田站（日语：／ Hishida eki */?）是位於鹿兒島縣曾於郡有明町野井倉，日本國有鐵道（國鐵）的大隅線車站（廢站）。
此站往志布志方向會越過菱田川。

## 歷史
- 1935年（昭和10年）10月28日 - 古江東線車站啟用。
- 1938年（昭和13年）10月10日 - 路線名稱改為古江線。
- 1972年（昭和47年）9月9日 - 路線名稱改為大隅線[2]。
- 1974年（昭和49年）10月1日- 撒走列車交會設備，車站業務委託化。
- 1985年（昭和60年）3月14日 - 成為無人車站。
- 1987年（昭和62年）3月14日 - 大隅線全線廢止，此站也廢止[2]。

## 廢止時的車站構造
原本此站設有2面2線的相對式月台，當時可進行列車交會。車站廢止前只有1面1線的單式月台，不可進行列車交會，並成為無人車站。此站曾設有木製車站大樓。

## 車站周邊
- 國之松原
- 鹿兒島縣立有明高等學校（日语：鹿児島県立有明高等学校）
- 大崎町立菱田中學（日语：大崎町立菱田中学校）
- 大崎町立菱田小學
- 菱田川

## 相鄰車站
日本國有鐵道
大隅線
志布志－菱田－大隅大崎

## 注腳
1. 1 2 3 4  . JTB出版. : 333 （日语）.
2. 1 2  . 鐵道雜誌 (鐵道雜誌社). 1987-06, 21 (7): 96–98 （日语）.